# 梅瑟尔
梅瑟尔是德国黑森州的一个市镇。总面积14.82平方公里，总人口3782人，其中男性1933人，女性1849人（2011年12月31日），人口密度255人/平方公里。